# Francesco Jovine
Francesco Jovine (Guardialfiera, 9 ottobre 1902 – Roma, 30 aprile 1950) è stato uno scrittore, giornalista e saggista italiano.
Marito della pedagogista Dina Bertoni e zio del poeta e scrittore Augusto Muscella, è ricordato soprattutto per i due romanzi Signora Ava e Le terre del Sacramento.

## Biografia

Jovine e Dina Bertoni

Nato in Molise da Amalia Loreto e da Angelo Jovine, una famiglia di contadini nella cui casa era presente una discreta biblioteca, mostrò un interesse molto precoce per la letteratura. Fu così che abbandonò presto gli studi iniziati nell'Istituto tecnico di Larino per frequentare la scuola magistrale di Velletri e poi di Città Sant'Angelo, dove si diplomò nel 1918. Insegnante in scuole private di Maddaloni e di Vasto, continuò a studiare per proprio conto soprattutto la filosofia di Benedetto Croce e di Giovanni Gentile. Dopo il servizio militare svolto a Roma, ottenne l'abilitazione magistrale nel 1923 insegnando a Guardialfiera e, dal 1925, a Roma, dove si laureò nella Facoltà di magistero e divenne direttore didattico.
Curatore della rubrica letteraria delle riviste «Italianissima» e «I diritti della scuola», si schierò a favore del realismo in letteratura: nel 1928, anno in cui sposò Dina Bertoni, scrisse la commedia Il burattinaio metafisico, una satira della drammaturgia pirandelliana. La riaffermazione del realismo e una critica del dannunzianesimo è altresì presente nel suo primo romanzo, pubblicato nel 1934, Un uomo provvisorio, vicenda di un decadente che vive in città ma ritrova i valori autentici della vita nel proprio paese di origine. La censura fascista proibì il libro con l'accusa di «disfattismo». Un tema analogo è presente in Ragazza sola, pubblicato a puntate nel 1937 in «I diritti della scuola».
Avvicinatosi al marxismo e insofferente del regime imperante, nel 1937 preferì allontanarsi dall'Italia con la moglie accettando un incarico di insegnante a Tunisi e poi a Il Cairo. Rientrarono in patria nel maggio 1940, e Jovine pubblicò la raccolta di racconti Ladro di galline, i cui protagonisti sono giovani intellettuali di provincia che cercano di inserirsi in città, ma anche lo stesso mondo contadino, poverissimo, ma sempre guardato con nostalgia.
In questo periodo fu collaboratore delle riviste Oggi e L'Italia letteraria, e dei quotidiani Il Mattino, Il Popolo di Roma e Il Giornale d'Italia, dove pubblicò nel 1941 una serie di articoli sul suo Molise, che saranno raccolti in volume e pubblicati postumi nel 1967 con il titolo Viaggio in Molise. Nel 1942, dopo una lunga gestazione, apparve il romanzo Signora Ava, ambientato negli anni del passaggio del paese nativo di Guardialfiera dal Regno borbonico al Regno d'Italia, durante il quale nulla cambia per i contadini del paese: rimane il latifondo che li condanna a un destino di miseria e rimane al potere la vecchia classe dirigente.
Dopo l'8 settembre 1943 aderì alla Resistenza e nel 1945 pubblicò la raccolta di novelle L'impero in provincia, una satira del fascismo di provincia. Dello stesso anno è il racconto Il pastore sepolto, narrazione della progressiva rovina di una famiglia di contadini benestanti. Meno felici, nel 1948, furono i risultati dei racconti Tutti i miei peccati e Uno che si salva, e della commedia Giorni che rinasceranno, di ambientazione borghese.
Si iscrisse al Partito comunista e collaborò a «l'Unità», «Vie Nuove» e «Rinascita». L'ultimo romanzo di Jovine, che costituisce anche il suo capolavoro, è Le terre del Sacramento, pubblicato nel 1950, pochi giorni dopo la prematura morte dello scrittore, e vincitore del Premio Viareggio. Vi si narrano le vicende, negli anni del primo dopoguerra, di un antico feudo ecclesiastico che va in rovina a causa dell'incapacità e degli sperperi del proprietario Enrico Cannavale. La moglie Laura prende in mano l'amministrazione e si giova dello studente socialista Luca Marano per convincere i contadini che, lavorando le sue terre, potranno goderne un giorno. Le promesse vengono disilluse e la rivolta dei contadini, alla testa dei quali è Luca, viene soffocata nel sangue da carabinieri e camicie nere.
Il romanzo consacrò Jovine presso la critica, che gli riconobbe una qualità del tutto peculiare, aliena alle mode letterarie e pienamente rispondente alle profonde istanze morali dell'uomo, oltre che dello scrittore. Nella sua vicenda culturale e artistica c'è uno sviluppo graduale e coerente verso una presa di coscienza etico-politica che coincide, poi, con la sua vocazione di scrittore realistico.

## Opere principali
- Un uomo provvisorio. Guanda, Parma 1934
- Ladro di galline. Guanda, Parma 1940
- Signora Ava. Editore Tumminelli, Roma 1942 (Donzelli Editore, 2010 ISBN 978-88-6036-521-7)
- Il pastore sepolto. Editore Tumminelli, Roma 1945
- L'impero in provincia. Einaudi, Torino 1945
- Tutti i miei peccati. Einaudi, Torino 1948
- Le terre del Sacramento (postumo). Einaudi, Torino 1950 - Premio Viareggio[1] (Donzelli, 2012 ISBN 978-88-6036-644-3)
- Racconti. Einaudi, Torino 1960
- Ragazza sola (postumo). Edizioni Enne, Campobasso 1987
- Viaggio nel Molise (postumo). Enzo Nocera editor. Campobasso 2001